# Вівчарик роутський
Вівчарик роутський (Phylloscopus rotiensis) — вид горобцеподібних птахів родини вівчарикових (Phylloscopidae). Описаний у 2018 році.

## Поширення
Ендемік Індонезії. Трапляється лише на острові Роте з групи Малих Зондських островів. Мешкає у тропічних первинних дощових лісах.

## Опис
Птах за розмірами та забарвленнях схожий на вівчарика весняного (Phylloscopus trochilus), але має довший дзьоб та довшу і ширшу надбрівну лінію.